# Млинівецька сільська рада
Млиніве́цька сільська́ ра́да — адміністративно-територіальна одиниця та орган місцевого самоврядування у Кременецькому районі Тернопільської області. Адміністративний центр — село Млинівці.

## Загальні відомості
- Територія ради: 24,79 км²
- Населення ради: 1 050 осіб (станом на 2001 рік)

## Історія
Тернопільська обласна рада рішенням від 17 червня 2009 року у Кременецькому районі уточнила назву Млиновецької сільради на Млинівецьку.

## Населені пункти
Сільській раді підпорядковані населені пункти:
- с. Млинівці
- с. Бакоти
- с. Хотовиця

## Склад ради
Рада складається з 15 депутатів та голови.
- Голова ради: Тивонюк Василь Петрович

### Депутати
За результатами місцевих виборів 2010 року депутатами ради стали:

#### За суб'єктами висування
| Суб'єкт висування | Кількість обраних депутатів | %  |
| ----------------- | --------------------------- | -- |
| Самовисування     | 12                          | 80 |
| Народна партія    | 3                           | 20 |

#### За округами
| № округу       | Прізвище, ім'я, по батькові     | Дата визнання обраним | Освіта  | Партійна приналежність | Відомості про обраного депутата                       |
| -------------- | ------------------------------- | --------------------- | ------- | ---------------------- | ----------------------------------------------------- |
| Народна Партія |                                 |                       |         |                        |                                                       |
| 4              | Дунайчий Василь Олексійович     | 01.11.2010            | середня | член Народної партії   | тимчасово не працює                                   |
| 6              | Чернецький Анатолій Серафимович | 01.11.2010            | середня | член Народної партії   | тимчасово не працює                                   |
| 13             | Олейник Василь Васильович       | 01.11.2010            | вища    | член Народної партії   | ДП «Агентство індитифікації реєстрації тварин», агент |
| Самовисування  |                                 |                       |         |                        |                                                       |
| 1              | Потій Василь Калинович          | 01.11.2010            | вища    | позапартійний          | загальноосвітня школа, вчитель                        |
| 2              | Побережний Іван Григорович      | 01.11.2010            | середня | позапартійний          | Храм С.Бакоти, староста                               |
| 3              | Корепанова Віта Олегівна        | 01.11.2010            | вища    | позапартійна           | Устечківська загальноосвітня школа, вчитель           |
| 5              | Ясінська Ганна Петрівна         | 01.11.2010            | середня | позапартійна           | Млинівецька с/рада, секретар                          |
| 7              | Карпунь Василь Іванович         | 01.11.2010            | середня | позапартійний          | тимчасово не працює                                   |
| 8              | Тивонюк Микола Маркович         | 01.11.2010            | середня | позапартійний          | тимчасово не працює                                   |
| 9              | Карпунь Віталій Васильович      | 01.11.2010            | середня | позапартійний          | тимчасово не працює                                   |
| 10             | Дунайчик Петро Семенович        | 01.11.2010            | середня | позапартійний          | тимчасово не працює                                   |
| 11             | Грушицька Оксана Миколаївна     | 01.11.2010            | вища    | позапартійна           | Млинівецька с/рада, бухгалтер                         |
| 12             | Цісар Володимир Афанасович      | 01.11.2010            | середня | позапартійний          | тимчасово не працює                                   |
| 14             | Стецюк Неля Степанівна          | 01.11.2010            | вища    | позапартійна           | Млинівецька загальноосвітня школа, вчитель            |
| 15             | Онук Клавдія Костянтинівна      | 01.11.2010            | середня | позапартійна           | Магазин с. Хотовиця, продавець                        |